# Station Blécourt
Station Blécourt is een spoorwegstation in de Franse gemeente Blécourt. Het station is gesloten.